# Ælfwald av East Anglia
Ælfwald av East Anglia, död 749, var en engelsk monark. Han var kung av East Anglia 713–749. 